# District de Mon
Le district de Mon est un district de l'état du Nagaland, en Inde.

## Géographie
Au recensement de 2011, sa population compte 250 671 habitants.
Son chef-lieu est la ville de Mon. 